# Политическое лидерство
Полити́ческое ли́дерство — процесс взаимодействия между людьми, в котором наделённые реальной властью авторитетные люди осуществляют легитимное влияние на общество (или его часть), которое отдаёт им часть своих политико-властных полномочий и прав.

## История
Первые способы осознания проблемы политического лидерства относятся к античным временам. Геродот, Плутарх, Тит Ливий заметили, что там, где складывается какая-либо общность, обязательно находятся и свои лидеры — сильнейшие. Н. Макиавелли, Т. Карлейль, Р. Эмерсон вкладывали в это понятие разный смысл, но были схожи в том, что лидерство — своеобразная социально-историческая потребность человека в организации своей деятельности. В современной политологии нет единого истолкования политического лидерства. В различных подходах оно объясняется по-разному: как влияние, авторитет, власть и контроль над другими; своеобразное предприятие, что осуществляется на политическом рынке, где предприниматели в конкурентной борьбе обменивают свои социальные программы и способы решения общественных задач на руководящие должности; символ общности и образец политического поведения группы, способный реализовать её интересы, с помощью власти.

## Типологии
В основу типологии М. Вебера положены типы общественного управления.
Виды:
- традиционное (основано на традиции, которое предполагает веру подчинённых в то, что власть законная, поскольку существовала всегда),
- рационально-легальное (лидерство на основе закона во многих странах пришло на смену традиционному; лидером становится политик, избранный на основе определённых законных процедур),
- харизматическое (харизматический лидер наделён экстраординарными качествами, которые отсутствуют или слабо выражены у других людей; как правило, лидеры харизматического типа появляются в кризисные периоды).

Виды лидеров согласно прочим классификациям: правящий и оппозиционный; революционеры, консерваторы и реформаторы; формальные и неформальные; кризисные и рутинные; большие и малые; пролетарские, буржуазные, мелкобуржуазные; общенациональные и региональные.

## Способы воздействия лидера на массы
Особенности поведения массы и, в частности, ее влияния на входящих в нее индивидов зависят от индивидуальности лидеров, их типов и психологических качеств. Это, безусловно, люди особого склада. Лидерство в массе принципиально отличается от лидерства в группе и требует совершенно иных качеств. Лидерами широко используются невербальные (несловесные) средства (жесты, мимика, пантомима), внушающие доверие к ним и вызывающие недоверие к оппонентам. Хорошо известен жест честности, открытости, искренности, преданности, доверчивости - открытая ладонь, который применяют лидеры, приветствуя своих сторонников. Рука, сжатая в кулак, грозящий палец используются для демонстрации своего отношения к оппонентам. В массовых действиях часто используются средства, влияющие на психическое состояние людей: музыкальное сопровождение (марши, гимны), световые эффекты (факельные шествия, салюты).